# مسجد جامع بروجرد
مسجد جامع بروجرد که با نام مسجد جمعه (با گویش بروجردی مچد جمه maččed jomma) نیز شناخته می‌شود، مسجدی تاریخی و از بناهای معماری سرشناس در شهر بروجرد است. مسجد جامع بروجرد یکی از نخستین مسجدهای ساخته شده در ایران است که در قرن دوم تا سوم هجری در شهر بروجرد بنا نهاده شده‌است. این مسجد در یکی از محله‌های تاریخی شهر نام دو دانگه واقع شده و به لحاظ معماری و قدمت، از بناهای منحصر به فرد استان لرستان و شهر بروجرد است.

## تاریخچه

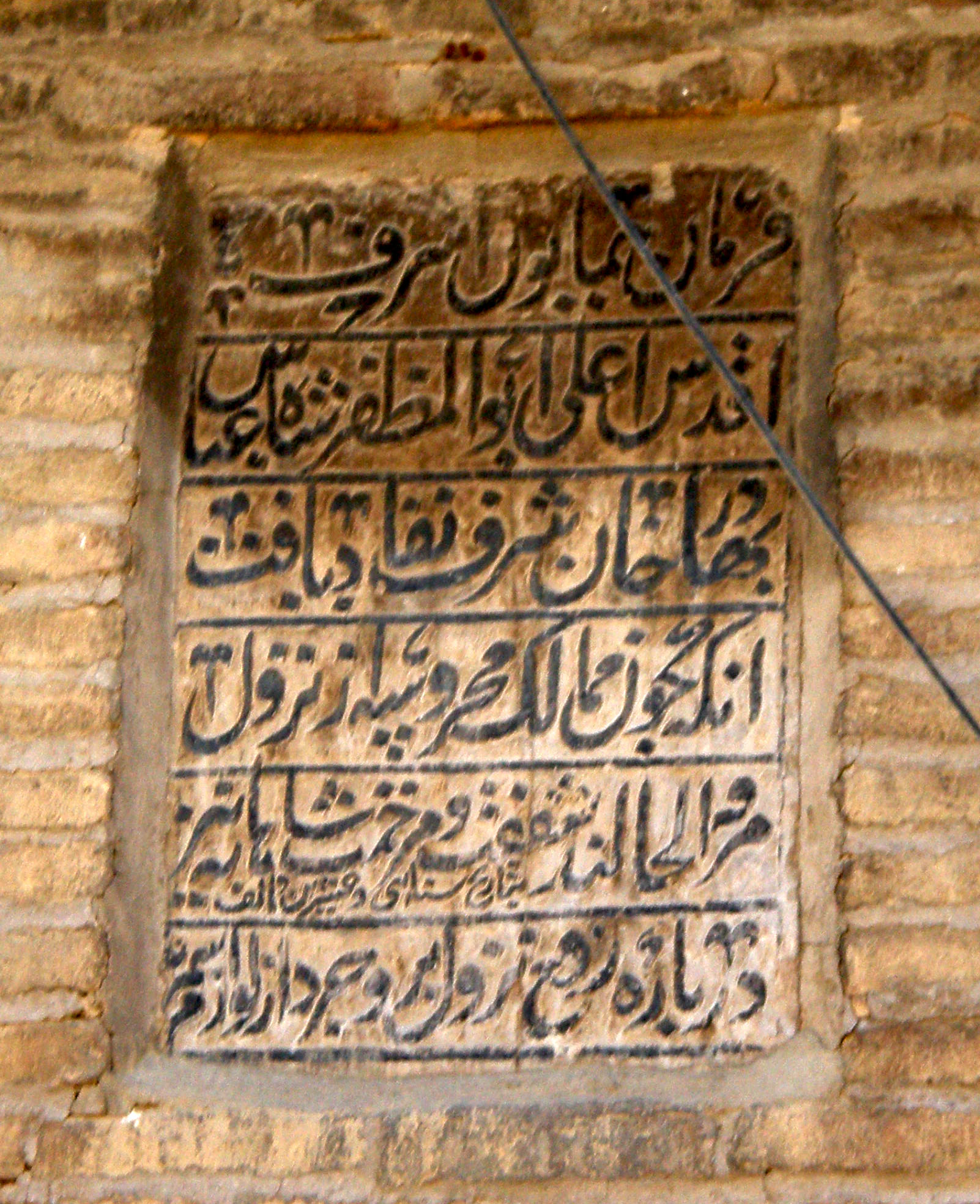
سنگ نوشتهای از دوران شاه عباس صفوی بر سر در غربی مسجد

مسجد جامع بروجرد در اصل بر روی یک آتشکده بنا نهاده شده‌است. مسلمانان در بسیاری از شهرهای ایران ناگزیر از ساختمان‌های پابرجا (یا نیمه ویرانی که بازسازی شده) برای نماز و نیایش پروردگار یکتا بهره گرفتند. مسجد جامع بروجرد آتشگاهی نیمه ویران بوده که به مسجد تبدیل شده‌است. بین سال‌های ۱۵۰ تا ۲۲۶ قمری و در زمان حکومت ابودلف بر غرب ایران، بنای مسجد جامع بروجرد با حضور وزیر وی با نام حمویه یا حموله بن علی بروجردی آغاز شد. شبستان شمالی مسجد نیز اندکی دیرتر و در قرن چهارم ساخته شد. با توجه به تاریخ طولانی (دوازده قرن) این مسجد، آسیب‌های متعددی بر آن وارد شده و بارها مورد بازسازی قرار گرفته‌است. شواهد و کتیبه‌های گوناگون، از بازسازی مسجد جامع در دوره‌های سلجوقی، صفوی و قاجار خبر می‌دهند. محوطه‌سازی مسجد در قرون چهار و پنج هجری و نیز الحاقات و تعمیرات آن بر طبق کتیبه‌های موجود، در سال‌های ۱۰۲۲، ۱۰۶۹، ۱۰۹۲ و ۱۲۰۹ قمری صورت گرفته‌است.
متن فرمانی از شاه عباس دوم صفوی بر بالای ورودی غربی مورخ به ۱۰۲۲ هجری است. ماده تاریخ کتیبه‌ای منظوم بر منبر گنبدخانه سال ۱۰۶۹ را نشان می‌دهد. بر یکی از درهای مسجد که اکنون در محل اتصال شبستان غربی به گنبدخانه قرار دارد، تاریخ ۱۰۹۲ قمری دیده می‌شود. دو لوح سنگی در طرفین ایوان مسجد به تاریخ ۱۲۰۹ قمری است.
حموله بن علی بروجردی، حکمران شهر بروجرد و وزیر بنی دُلَف، به عنوان بانی اولیه مسجد معرفی شده‌است. در دوره‌های بعد، تقی خان رازانی بروجردی و حاج سلیمان کاشی بخش‌های دیگر مسجد را بنا نهاده‌اند. یکی از دیدنی‌های اصلی این مسجد منبر چوبی نه پله و حکاکی روی آن است که تاریخ ۱۰۶۸ هجری قمری را نشان می‌دهد. واقف و سازنده منبر درویش یار محمد نجار و سازنده در ورودی سلطان محمد بوده‌است. در کتیبه‌ای به خط کوفی، که در کاوش‌های اخیر بدست آمده، ابوالعز محمد بن طاهر بن سعید بانی گنبد معرفی شده‌است. بر محراب گچ بری شده، نام محمد صادق و بنّا رستم خوانده می‌شود. خطاط کتیبه ایوان محمد معین بن عبد الصمد بروجردی بوده‌است.
حسین حزین بروجردی در تذکره حزین آورده که این مسجد در جای آتشکده ویران شهر بروجرد احداث شده است؛ و محمد جواد مقدس جعفری، مؤلف جغرافیای شهرستان بروجرد آن را بنایی دانسته که در قرن سوم هجری قمری به دستور و نظارت قاسم بن عجلی، معروف به «ابودُلَف»، از حکمرانان مأمون و معتصم عباسی، بنا شده‌است. بر اساس منابع بررسی شده و کاوش‌های صورت گرفته، قدیمی‌ترین بخش مسجد گنبد اصلی است که با الحاقات دوره‌های بعد محصور شده‌است. سفالینه‌های یافت شده نشانهٔ استمرار فعالیت‌های ساختمانی در بنا و تعمیر و بازسازی آن از قرن سوم تا قرن یازدهم هجری قمری است؛ ولی دوران رونق مسجد را می‌توان مقارت با دوره سلجوقیان دانست. لایه‌های شناسایی شده در عمق ۲۳۰سانتی‌متری کف فعلی گنبدخانه نشانه وجود بنایی از قرون اولیه هجری قمری در آن جاست. پس از این دوره، با احداث ستون‌های آجری و طاق‌ها و تویزه‌های خشتی، کف گنبدخانه را تا سطح فعلی آن بالا آورده‌اند. با توجه به هم سطح بودن کف فعلی گنبدخانه با شبستان‌های طرفین آن، می‌توان احداث این دو شبستان را با بالا آوردن کف گنبدخانه هم‌زمان دانست. کشف چهار سکه نقره با تاریخ‌های ۸۵۱ و ۸۵۳ هجری در شبستان غربی این احتمال را که شبستان‌های مذکور در نیمه دوم قرن نهم هجری قمری ساخته شده باشد تقویت می‌کند. بعدها فضای خالی زیر گنبدخانه را پر و طاق‌های خشتی این فضا را خراب کرده‌اند که با توجه به کشف سکه‌ای با تاریخ ۱۱۲۴ در این محل، می‌توان این اقدامات را به اوایل قرن دوازدهم هجری قمری نسبت داد. در سال ۱۲۰۹ قمری، تقی خان رازانی، حاکم بروجرد در دوره فتحعلی شاه قاجار، ایوان و مناره‌های طرفین آن را احداث و به گنبدخانه ملحق کرد.

## معماری

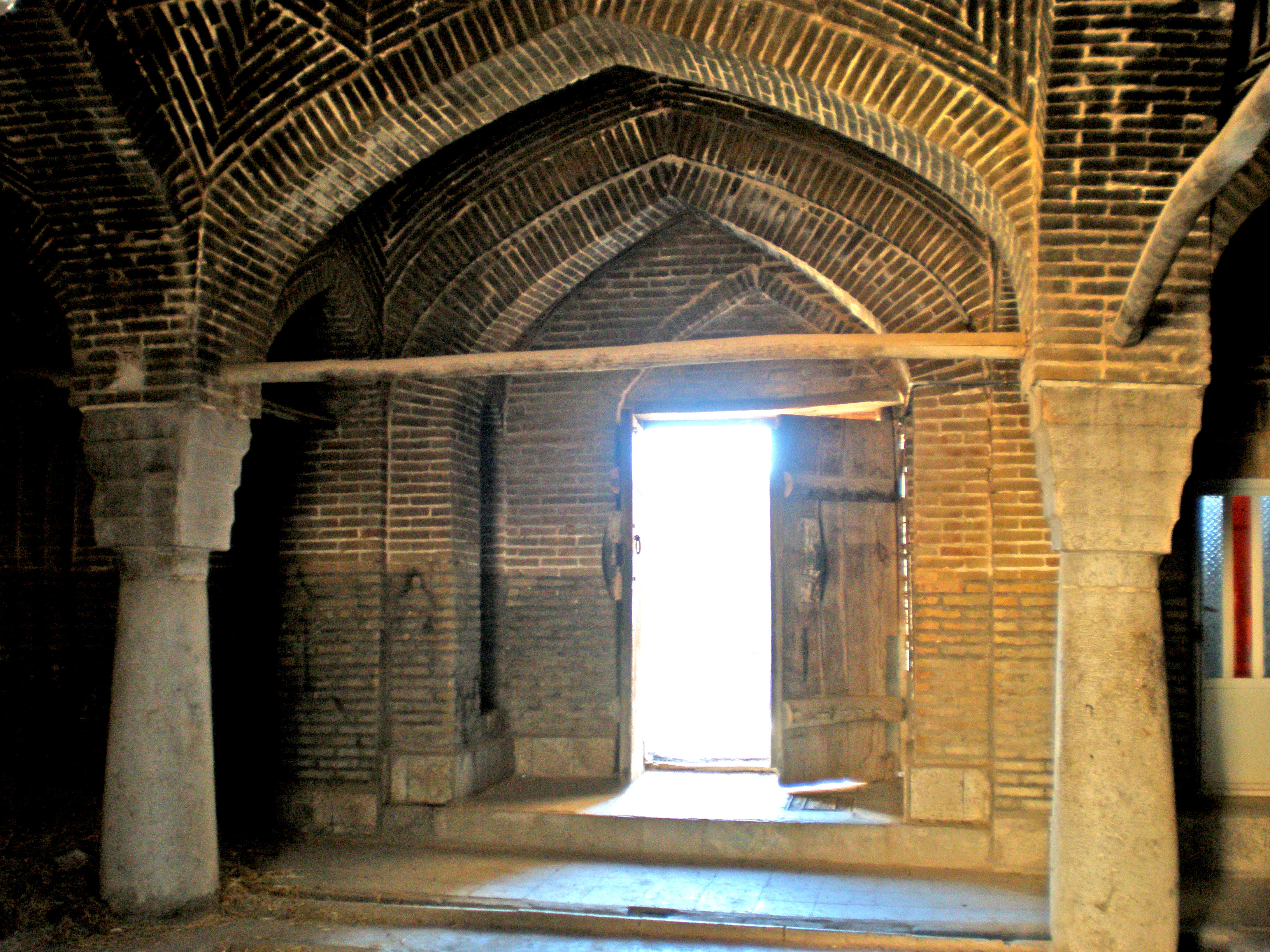
نمای داخلی ساختمان غریب خانه مسجدجامع

معماری مسجد جامع بروجرد منحصر بفرد و یکی از شاهکارهای تاریخی معماری ایران می‌باشد که هم ویژگی‌های معماری اسلامی و هم معماری باستانی ایران (معماری ساسانی) را در خود جای داده است. بخش قدیمی تر بنا، گنبدخانه آن است که در ضلع جنوبی قرار گرفته‌است و به اعتقاد مردم محلی و نیز بر اساس شواهد معماری، پیش از تبدیل این بنا به مسجد، آتشکده‌ای بزرگ بوده‌است. معماری این بخش، مشابه چارطاق‌های دوران ساسانی است. مسجد دارای دو درب غربی و شرقی است که به صورت غیر مستقیم به صحن اصلی باز می‌شوند. در جنوب صحن، گنبد و ایوان اصلی مسجد که قدیمی‌ترین بخش آن است قرار دارد و در ضلع شمالی نیز شبستان مسجد با ارتفاعی کمتر از سایر بخش‌ها قرار گرفته که در تابستان فضای خنکی را ایجاد می‌کند و الحاقی دوران قاجار است. ایوان جنوبی دارای دو گلدسته است که در دوران قاجار به مجموعه افزوده شده‌است.
بنای اولیه این مسجد به صورت مجموعه‌ای شامل مسجد، حمام، آب انبار، ساختمان غریب خانه، میدان و سایر متعلقات بوده که امروزه بعضی از این آثار از بین رفته‌است. بنای مسجد جامع از نظر شکل از نوع مساجد تک ایوانی است که دارای دو در ورودی در قسمت‌های شرقی و غربی است. بنا شامل یک حیاط مرکزی، ایوان، فضای گنبدخانه و شبستانهای اطراف آن و یک شبستان وسیع زمستانی در طرف شمال حیاط مرکزی است. بنابر شواهد موجود، صفویان، زندیان و قاجار تعمیرات بنیادی در مسجد انجام داده‌اند و بخش‌هایی به آن افزوده‌اند.

## منبر مسجد

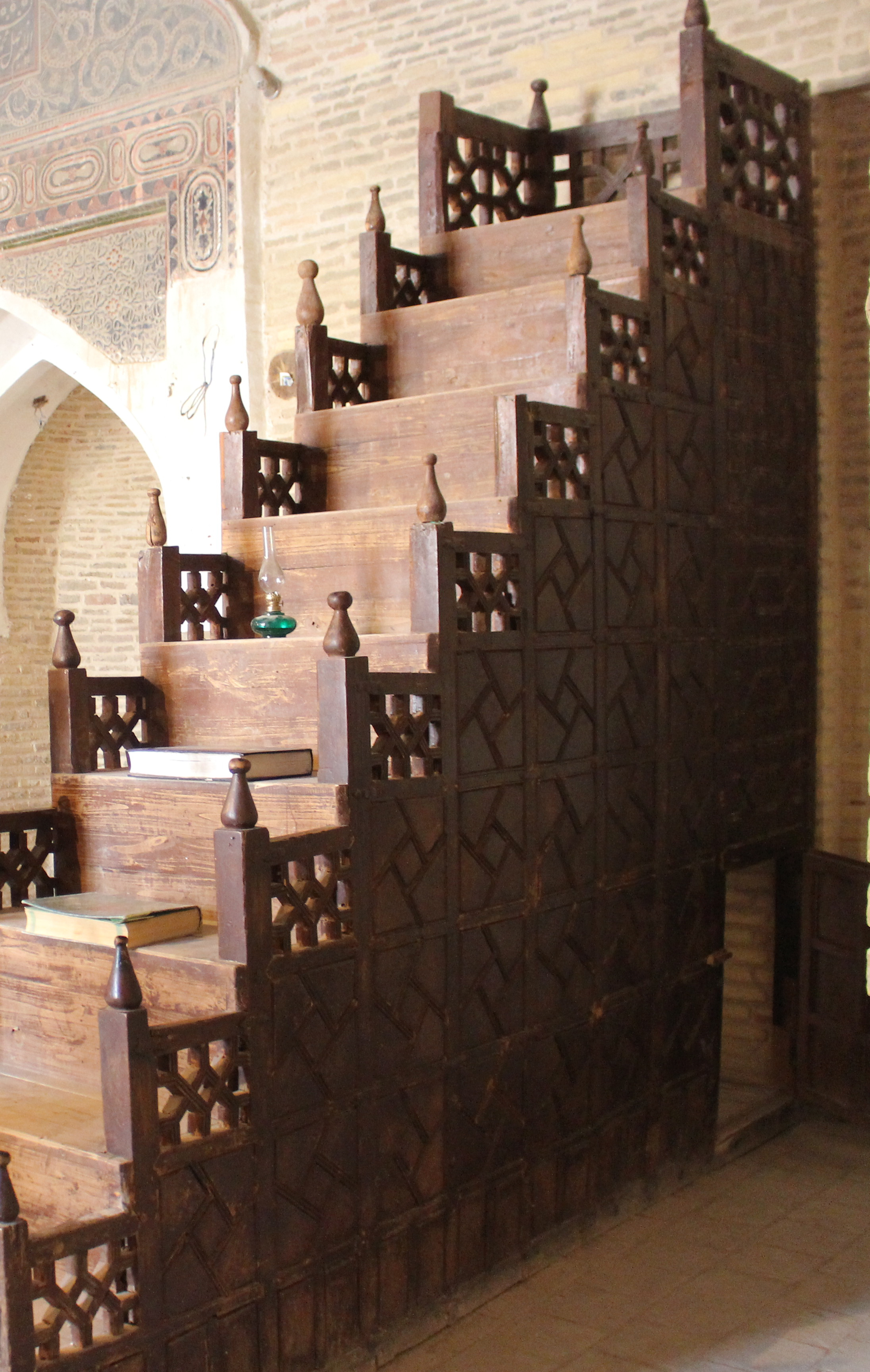
منبر مسجد جامع بروجرد

یکی از دیدنی‌های اصلی مسجد جامع بروجرد، منبر چوبی نه پله آن است و حکاکی روی آن، تاریخ هزار و شصت و هشت هجری قمری را نشان می‌دهد. سازنده آن، یارمحمد نجار بوده‌است. در بین اهالی بروجرد شایع است که حسن مجتبی دومین امام شیعیان سفری به بروجرد داشته و بر بالای این منبر سخنرانی کرده‌است که با توجه به تاریخ ساخت منبر و نبودن اطلاعات کافی، امری نادرست می‌نماید.

## تخریب
مسجد جامع بروجرد در جریان جنگ شهرها در خلال جنگ ایران و عراق توسط هواپیماهای عراقی بمباران شد و خسارات شدیدی دید و بخش‌هایی از شبستان شمالی آن ویران شد. همچنین زمین لرزه‌های متعدد و بارندگی‌های شدید، آسیب‌های جدی بر آن وارد آورده است. آخرین بار در اثر زمین لرزه سال ۱۳۸۵ موجب فروریختن گلدسته‌ها و آسیب دیدن پنجاه درصدی این مسجد شد.

## نگارخانه

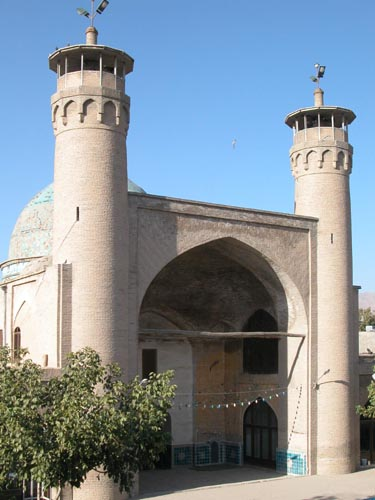
مسجد جامع بروجرد.
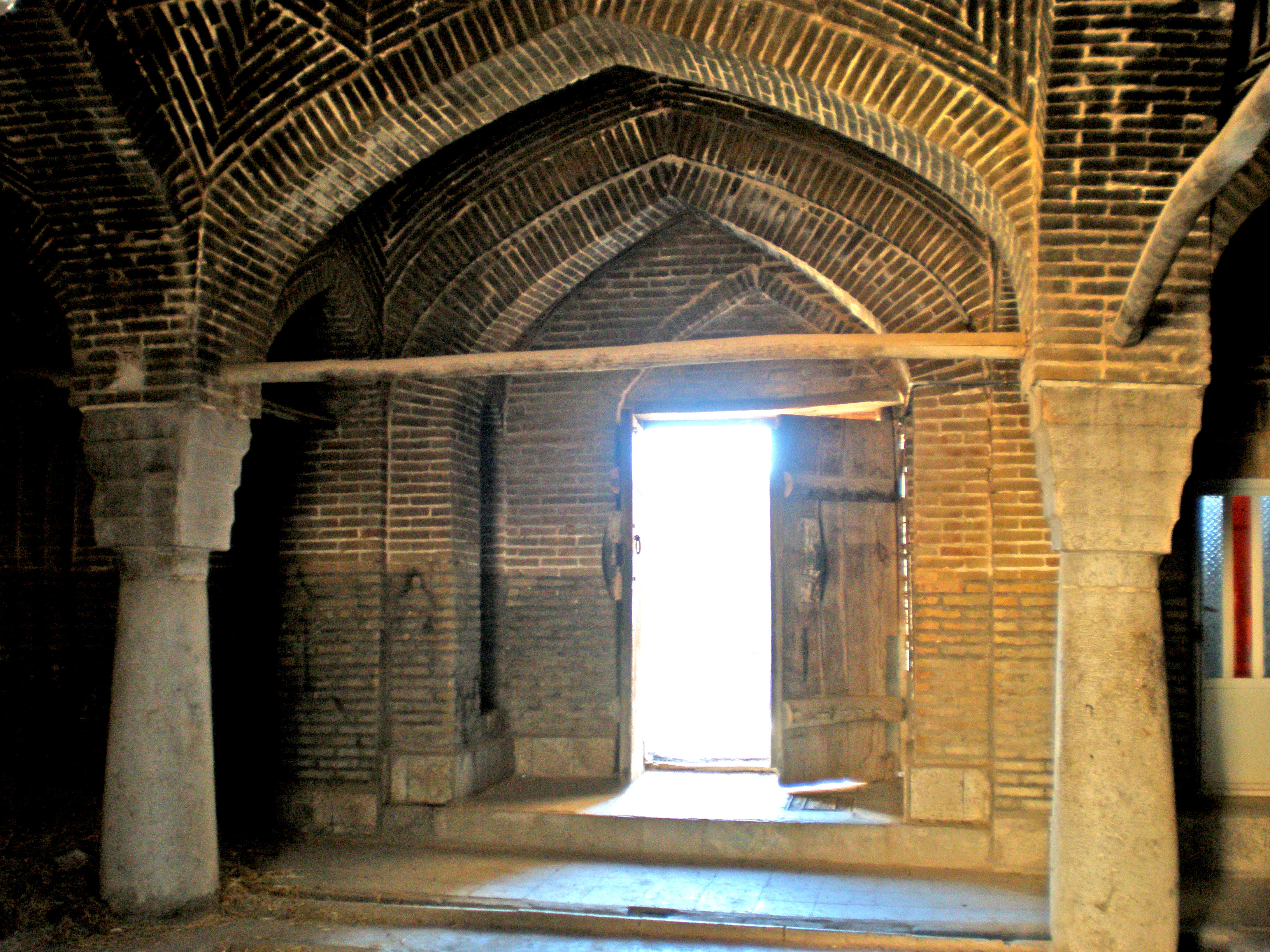
غریبخانه.
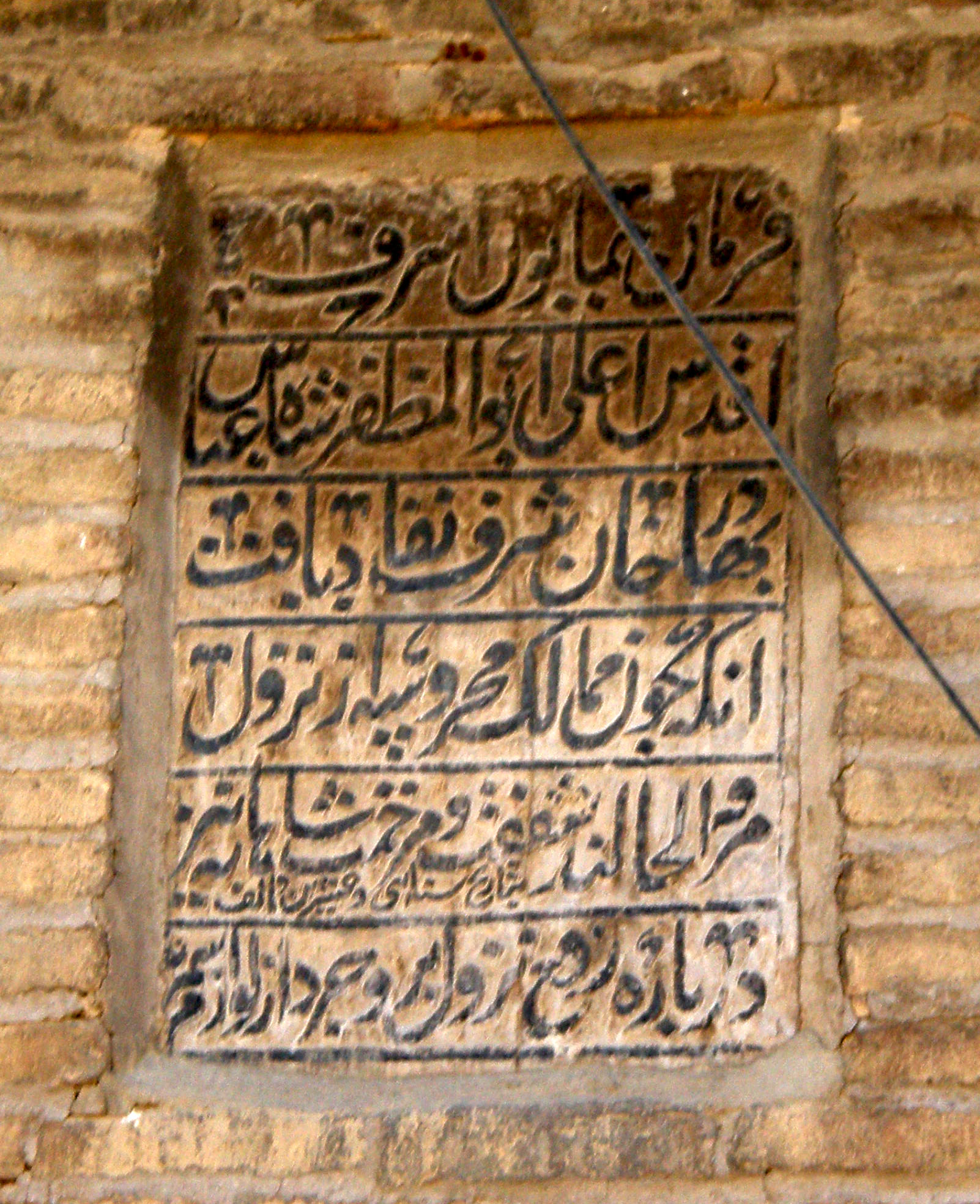
فرمانی از شاه عباس صفوی.
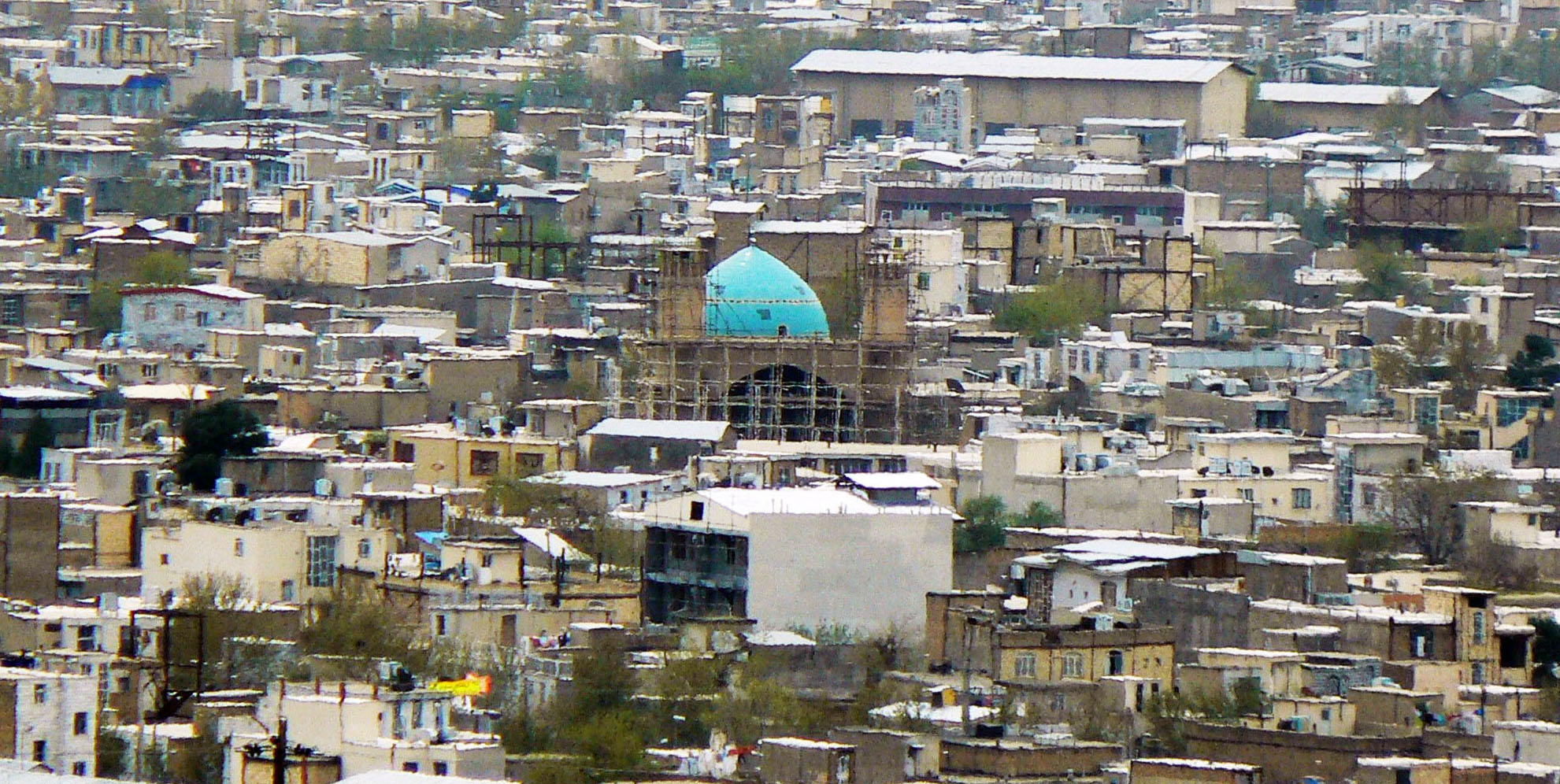
بافت تاریخی بروجرد در اطراف مسجد جامع.
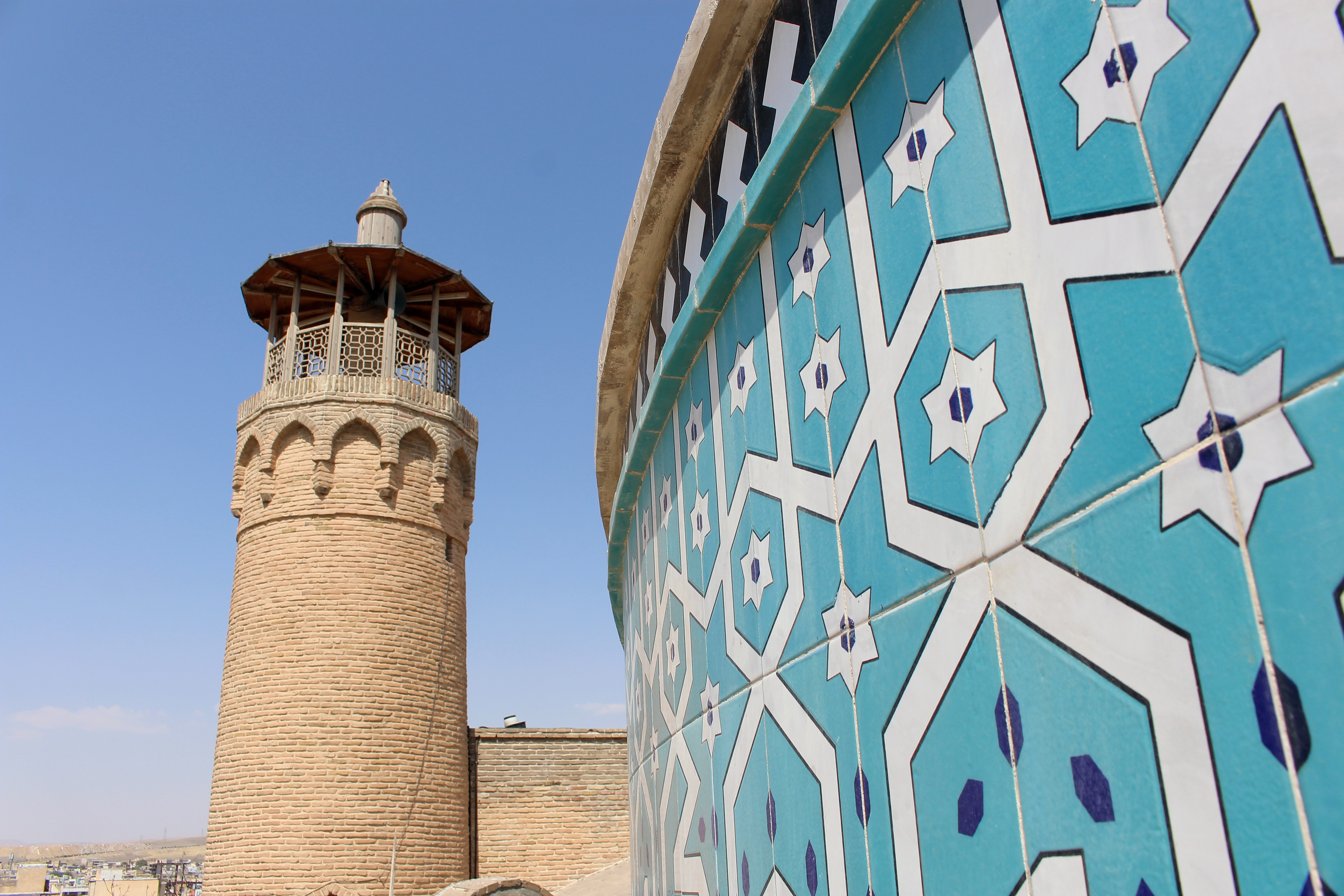
گنبد و مناره مسجد جامع بروجرد
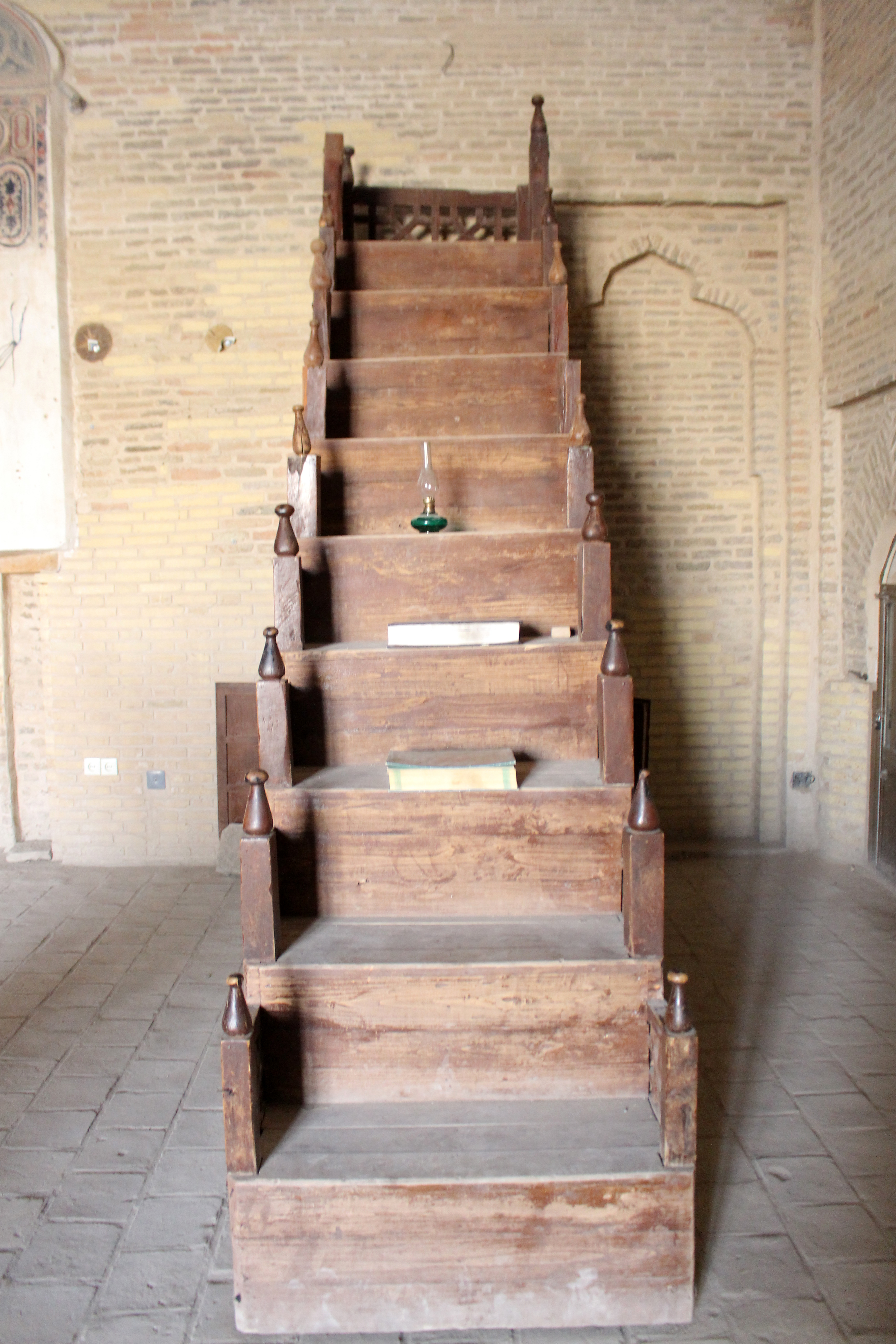
منبر معروف مسجد جامع بروجرد
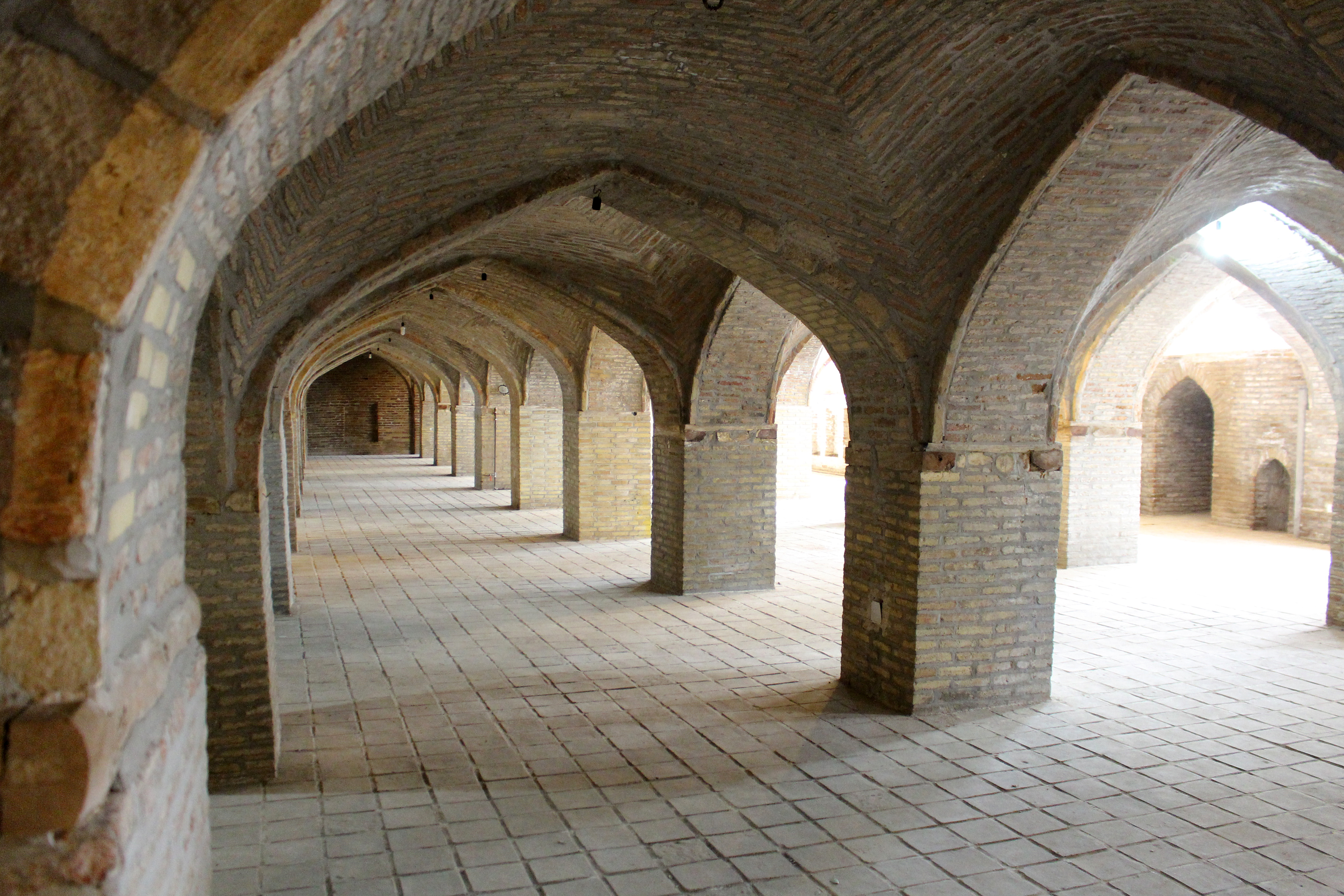
شبستان مسجد جامع بروجرد
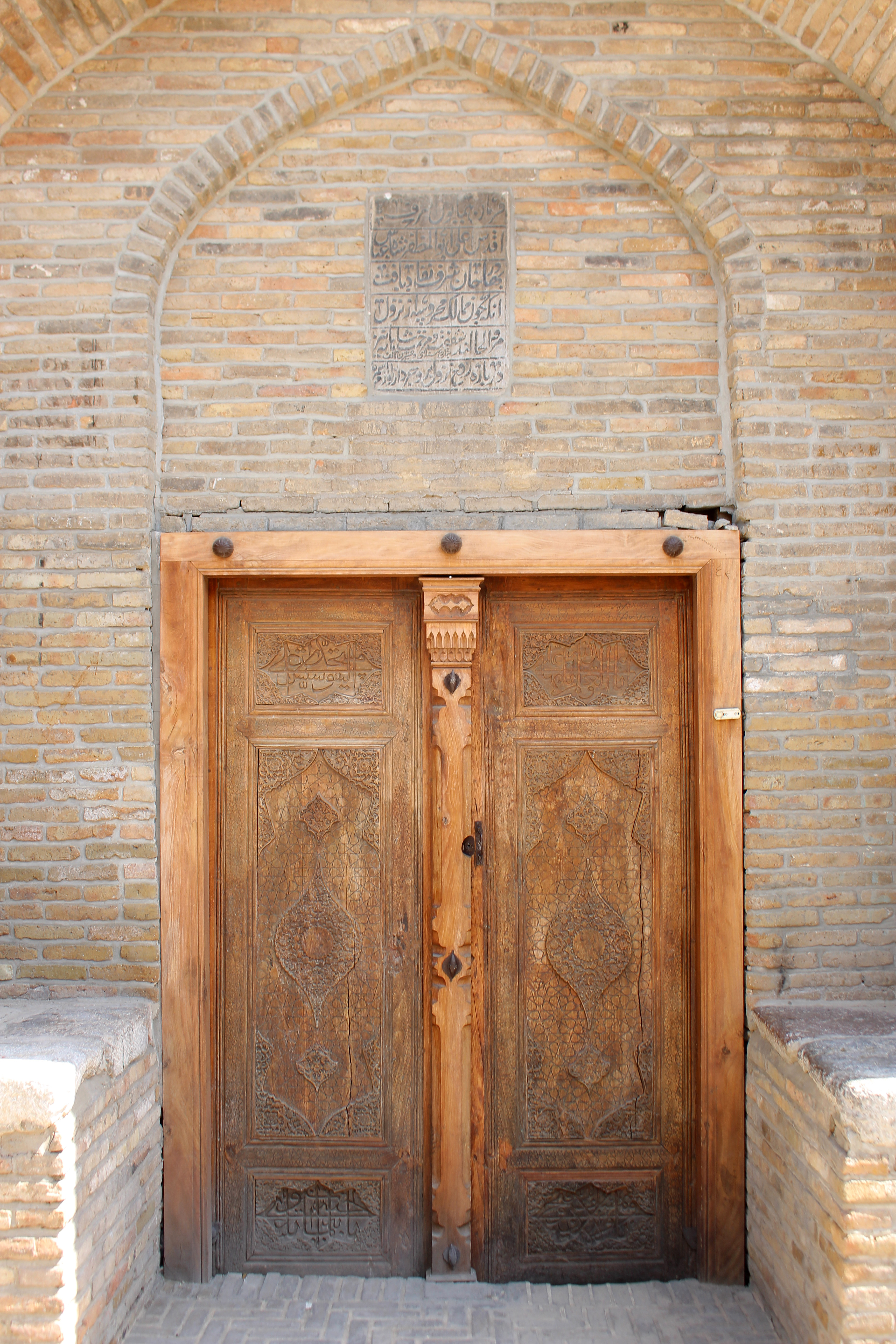
در تاریخی مسجد جامع بروجرد
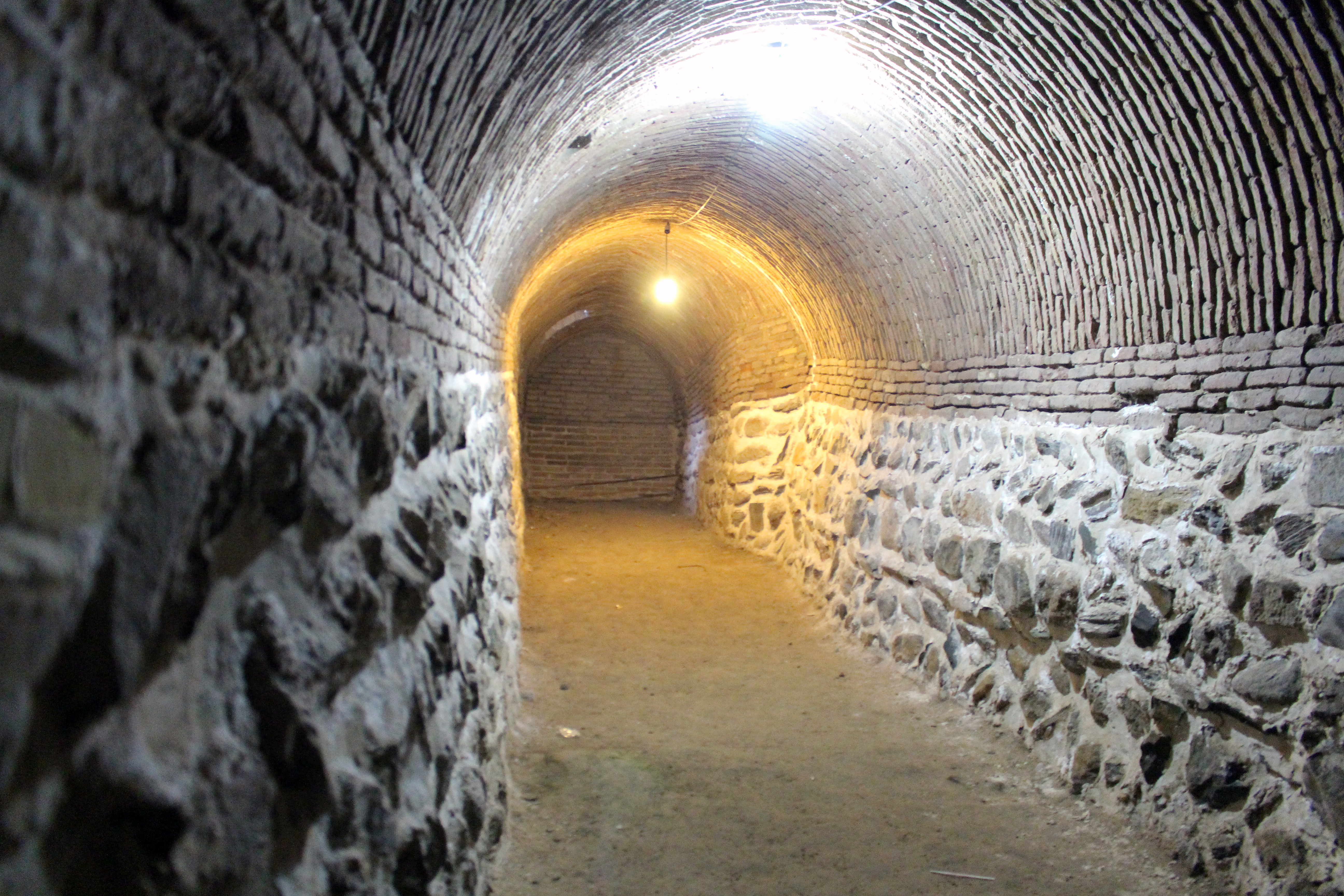
تونل مسجد جامع بروجرد